# Europa regina

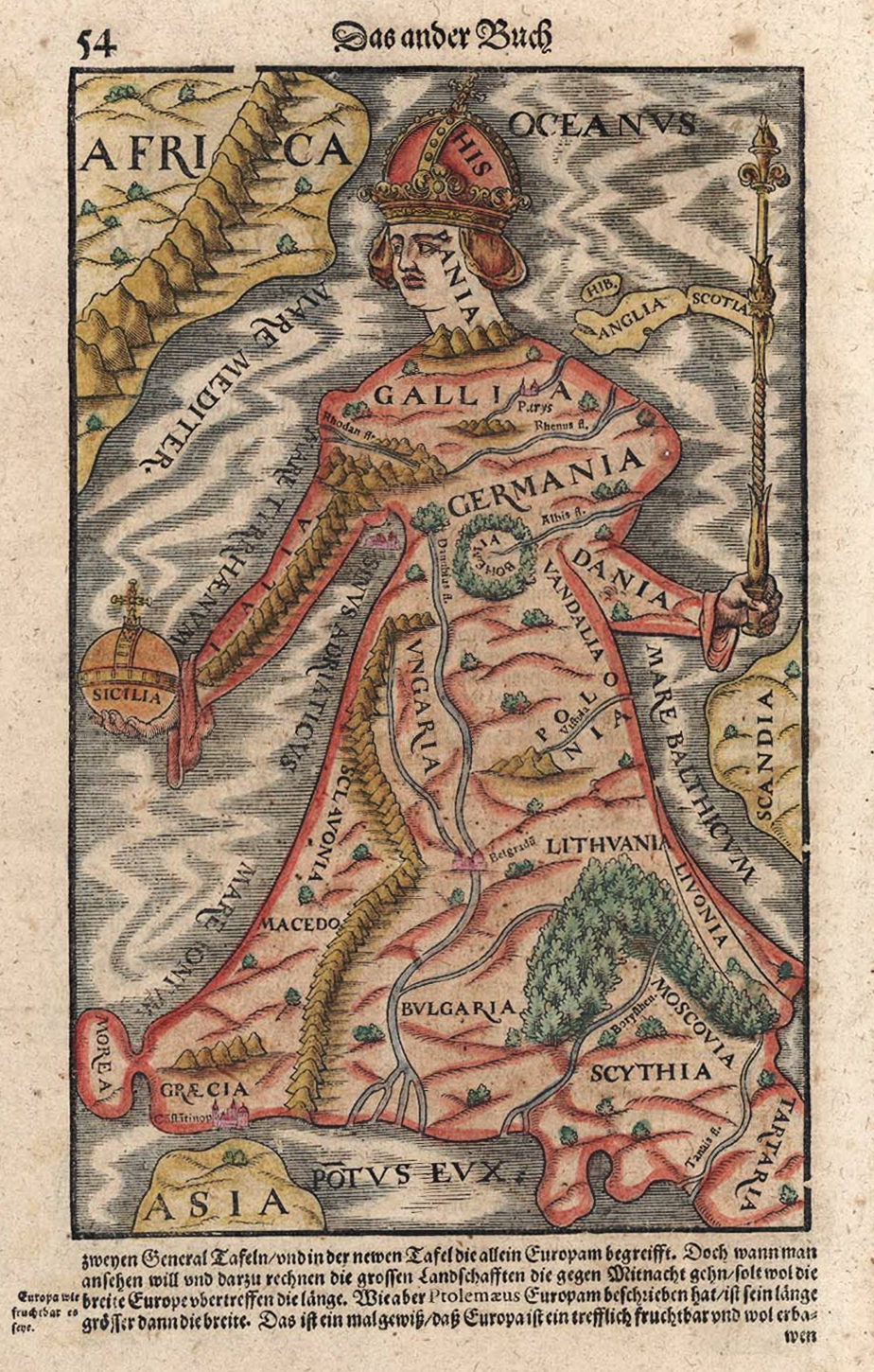
Europa regina in " Cosmographia " di Sebastian Münster.

Europa regina, latino per Queen Europe, è la rappresentazione cartografica del continente europeo come regina. Resa popolare nel XVI secolo, la mappa mostra l'Europa come una donna giovane e aggraziata che indossa le insegne imperiali. Europa regina appartiene all'allegoria della prima età moderna di Europa trionfante, in contrapposizione a Europa deplorans.
La penisola iberica (Hispania) è il capo, che indossa una corona a forma di corona ad anello carolingia. I Pirenei, formando il collo, separano la penisola iberica dalla Francia (Gallia), che costituisce la parte superiore del torace. Il Sacro Romano Impero (Germania e altri territori) è il centro del busto, con la Boemia (a volte l'Austria, nelle prime raffigurazioni) a rappresentare il cuore della donna (in alternativa descritto come un medaglione alla sua vita).
Il suo abito lungo si estende in Ungheria, Polonia, Lituania, Livonia, Bulgaria, Moscovia, Macedonia e Grecia. Tra le sue braccia, formata dall'Italia e dalla Danimarca, tiene uno scettro e un globo (la Sicilia). Nella maggior parte delle raffigurazioni, l'Africa, l'Asia e la penisola scandinava sono parzialmente mostrate, così come le isole britanniche, in forma schematica.

## Origini
Durante il Medioevo europeo, le mappe in genere aderivano allo schema T-O centrato su Gerusalemme, raffigurante l'Europa, l'Asia e l'Africa. Le mappe separate dell'Europa erano estremamente rare; gli unici esempi conosciuti sono una mappa del Liber Floridus di Lamberto di Saint-Omer, pubblicata nel 1112, e una mappa bizantina del XIV secolo. La successiva mappa incentrata sull'Europa fu pubblicata dal cartografo Johannes Putsch di Innsbruck nel 1537, all'inizio della prima età moderna.
La mappa del Putsch è stata la prima a rappresentare l'Europa come un'Europa regina, con le regioni europee che formano una forma umana femminile con corona, scettro e globo crociato. La mappa fu stampata per la prima volta dal calvinista Christian Wechel. Sebbene gran parte dell'origine e della percezione iniziale di questa mappa sia incerta, è noto che Putsch (il cui nome fu latinizzato come Johannes Bucius Aenicola, 1516-1542) mantenne stretti rapporti con l'imperatore del Sacro Romano Impero Ferdinando I d'Asburgo, e che la popolarità della mappa aumentò notevolmente durante la seconda metà del XVI secolo. Il termine moderno Europa regina non era ancora usato dai contemporanei di Putsch, che usarono invece la frase latina Europa in forma virginis ("Europa a forma di fanciulla").
Nel 1587 Jan Bussemaker pubblicò un'incisione su rame di Matthias Quad, che mostrava un adattamento dell'Europa regina di Putsch, come "Europae descriptio". Dal 1588 un altro adattamento fu incluso in tutte le successive edizioni della Cosmographia di Sebastian Münster, mentre le edizioni precedenti lo includevano solo a volte. Itenerarium sacrae scripturae di Heinrich Bünting, che aveva una mappa dell'Europa con caratteristiche femminili inclusa nell'edizione del 1582, passò a Europa regina nell'edizione del 1589. Sulla base di questi e altri esempi, l'anno 1587 segna il punto in cui molte pubblicazioni iniziarono ad adottare l'immaginario di Europa regina.

## Simbolismo
Europa Regina fu introdotta nel 1530 dal cartografo austriaco Johannes Putsch, forse con l'intento di raffigurare l'Europa come la sposa di Carlo V d'Asburgo, che aspirava a diventare il monarca universale della cristianità e regnò su numerosi regni tra cui il Sacro Romano Impero e il regno di Spagna. Argomenti a favore di questa ipotesi sono l'orientamento verso ovest della mappa per avere Hispania come testa coronata, che si dice assomigli al volto della moglie di Carlo V, Isabella del Portogallo; l'uso delle insegne del Sacro Romano Impero - corona, scettro e globo carolingi - e la rappresentazione dei regni asburgici (Austria, Boemia, Ungheria, Germania) come cuore e centro del corpo; il design dell'abito, che ricorda il codice di abbigliamento contemporaneo della corte asburgica. Come nei ritratti di coppia contemporanei, Europa regina ha la testa girata alla sua destra e tiene anche il globo con la mano destra, che è stato interpretato come rivolto e offrire potere al suo marito immaginario, l'imperatore.
Al di fuori di questo e in termini più generali, l'Europa si mostra come la res publica christiana, la cristianità unita nella tradizione medievale, e grande o addirittura come la potenza dominante nel mondo.
Una terza allegoria è quella dell'Europa come Paradiso per la speciale collocazione data agli specchi d'acqua sulla mappa. Mentre l'iconografia contemporanea raffigurava il paradiso in forma chiusa, Europa regina è racchiusa da mari e fiumi. Il fiume Danubio è raffigurato in modo da assomigliare al corso del fiume biblico che scorre attraverso il paradiso, con il suo estuario formato da quattro bracci. Che l'Europa regina sia circondata dall'acqua è anche un'allusione all'antica Europa mitologica, che fu rapita da Zeus e portata sull'acqua.